# Arbeitskreis für die Erfassung, Erschließung und Erhaltung historischer Bucheinbände
Arbeitskreis für die Erfassung, Erschließung und Erhaltung Historischer Bucheinbände (AEB) heißt eine im Jahr 1996 in Leipzig als „Deutscher Arbeitskreis für die Erfassung und Erschließung Historischer Bucheinbände“ gegründete Vereinigung von Einbandforschern. Da ebenso die Bestandserhaltung von Büchern thematisiert wurde, wurde der Name des Arbeitskreises um den Begriff der „Erhaltung“ erweitert.

## Aufgaben
„Der AEB strebt eine Zusammenarbeit mit Personen und Institutionen an, die sich mit dem Bucheinband beschäftigen und pflegt internationale Kontakte. Er sieht sich als Anlaufstelle für alle Fragen im Zusammenhang mit der Erfassung und Bestimmung historischer und künstlerischer Bucheinbände. Berücksichtigt wird auch die industrielle Buchproduktion.“

Es sollen alle Aspekte von Bucheinbänden von der Vergangenheit bis zur Gegenwart betrachtet werden, so Fragen zur Kunstgeschichte, Provenienzforschung, Typographie, Technikgeschichte vor allem des Buchbindens, Bestandserhaltung, Restaurierung und auch zur Erstellung von Datenbanken als Grundlage wissenschaftlicher Untersuchungen. Ebenso sind benutzte Materialien wie historische Buntpapiere von Interesse. Es wird dabei auch mit entsprechenden Arbeitsgruppen im Ausland zusammengearbeitet, so mit der belgisch-niederländischen Boekbandengenootschap.

## Jahrestagungen
Einmal jährlich wird im Zusammenwirken mit einer Bibliothek mit historischem Buchbestand an wechselnden Orten eine internationale Tagung veranstaltet. Die Teilnehmer kommen aus dem Kreis der Bibliothekare, Archivare, Buchrestauratoren, Buchbinder, Kunsthistoriker, Sammler und Bibliophilen.

## Zeitschrift
Die vom AEB herausgegebene Fachzeitschrift „Einband-Forschung“ erschien zweimal jährlich, ab 2023 nur noch einmal jährlich.